# Historyzm boasowski

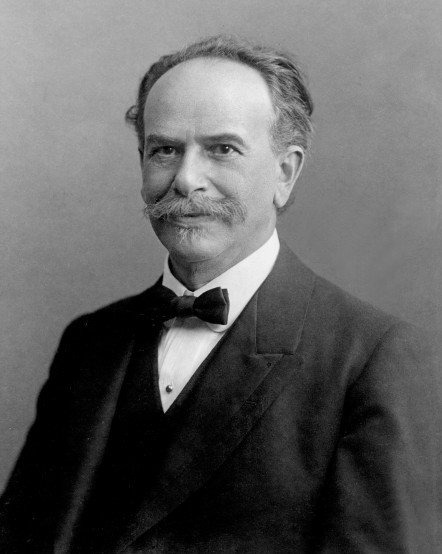
Franz Boas

Historyzm boasowski - nurt zapoczątkowany przez Franza Boasa w antropologii kulturowej. Jego wpływy obejmowały przede wszystkim uczonych amerykańskich. Nazywany bywa też dyfuzjonizmem amerykańskim dla odróżnienia od dyfuzjonizmu w Europie.
Historyzm Boasowski opiera się na trzech założeniach metodologicznych:
- historyzmie faktograficznym – antropologowie w swojej pracy prowadzą badania historyczne, rekonstruując fakty, a nie tworząc prawa;
- psychologizmie – aby wyjaśnić jakikolwiek fenomen należący do sfery kultury, trzeba mieć na uwadze ludzką psychikę;
- atomizmie albo antyholizmie – nie można dać całościowego, syntetycznego opisu kultury bez zapoznania się ze wszystkimi jej cechami.

Pogląd ten wyznawało też wielu uczniów Boasa, np. Ruth Benedict czy Robert Lowie.